# 1987年の横浜大洋ホエールズ
1987年の横浜大洋ホエールズ（1987ねんのよこはまたいようホエールズ）では、1987年の横浜大洋ホエールズにおける動向をまとめる。
1987年の横浜大洋ホエールズは、古葉竹識監督の1年目のシーズンである。

## 概要
1984年以降続くBクラスから脱出すべく、広島で黄金時代を作った名将・古葉竹識が5年契約でこの年から大洋の監督に就任。就任披露パーティーで中部オーナーからは「球界のたけし軍団を作ってほしい」（古葉監督の下の名前がたけしのため）と激励されたが、本家は親分のビートたけしをはじめ軍団メンバーが講談社に乱入してフライデー襲撃事件を起こしたこともありイメージダウンが心配された。球団からは「すべてお任せします。コーチ陣も連れてきてください。」と全権委任され、古葉は広島時代に自らを支えてくれた腹心を起用した。ヘッド格には腹心である寺岡孝、打撃コーチに佐野嘉幸、守備走塁コーチに小林正之、二軍にも投手コーチに中村光良、マネジャーに雑賀幸男らを起用し、強かった赤ヘル時代の再現、総勢8人の古葉ファミリーが揃った。選手も広島、南海時代の同僚であった永射保、池之上格らのベテラン勢を獲得した。チームは前年同様スーパーカートリオを軸に4番に座ったカルロス・ポンセ、さらに西武から移籍の片平晋作をスタメンに入れるなど中堅・ベテラン主体の開幕オーダーを組んだが、トリオの一人加藤博一は負傷の影響もあり往年の打撃には程遠く、前年活躍したダグ・ローマンを放出してまで獲得したシクスト・レスカーノは不振で5月末で早くも引退。片平は一塁のレギュラーを獲得するも規定打席未到達に終わった。長年チームの顔であった山下大輔に代わり、この年から高橋雅裕が遊撃手に抜擢された。投手陣はエースの遠藤一彦とこの年韓国からプロ野球に復帰の新浦壽夫（11勝12敗、カムバック賞受賞）、2年目の中山裕章、守護神の斉藤明夫など豊富だったが、リリーフが打ちこまれる試合も目立ちチーム防御率は4.26のリーグ4位。対戦成績では古葉監督の古巣広島に開幕2戦目から11連敗したものの、その後9連勝して13勝13敗の五分と健闘したが、その広島には11ゲーム差をつけられた。最終的に優勝の巨人に22.5ゲーム差を離され、全体的な選手層の薄さは否めず古葉監督の1年目は5位に終わった。それでも若手の台頭や阪神が大負けしたこともあり最下位にならず、翌年の4位につながった。この年のドラフトで1990年代の横浜を支える盛田幸妃と広島出身の野村弘樹がドラフトで指名され入団し、横浜ベイスターズ初期の主力選手が台頭し始める。

## チーム成績

### レギュラーシーズン
| 1 | 中 | 屋鋪要   |
| 2 | 左 | 加藤博一 |
| 3 | 二 | 高木豊   |
| 4 | 右 | ポンセ   |
| 5 | 一 | 片平晋作 |
| 6 | 三 | 田代富雄 |
| 7 | 遊 | 山下大輔 |
| 8 | 捕 | 若菜嘉晴 |
| 9 | 投 | 遠藤一彦 |

| 順位 | 4月終了時 | 4月終了時 | 5月終了時 | 5月終了時 | 6月終了時 | 6月終了時 | 7月終了時 | 7月終了時 | 8月終了時 | 8月終了時 | 9月終了時 | 9月終了時 | 最終成績 | 最終成績 |
| ---- | --------- | --------- | --------- | --------- | --------- | --------- | --------- | --------- | --------- | --------- | --------- | --------- | -------- | -------- |
| 1位  | 巨人      | --        | 中日      | --        | 巨人      | --        | 巨人      | --        | 巨人      | --        | 巨人      | --        | 巨人     | --       |
| 2位  | 広島      | 1.5       | 巨人      | 0.0       | 広島      | 2.0       | 広島      | 3.5       | 中日      | 4.0       | 広島      | 7.5       | 中日     | 8.0      |
| 3位  | 中日      | 3.0       | 広島      | 3.5       | 中日      | 4.0       | 中日      | 6.0       | 広島      | 5.5       | 中日      | 8.5       | 広島     | 11.5     |
| 4位  | 大洋      | 5.0       | ヤクルト  | 10.5      | ヤクルト  | 11.5      | ヤクルト  | 16.0      | ヤクルト  | 16.0      | ヤクルト  | 17.0      | ヤクルト | 19.5     |
| 5位  | ヤクルト  | 5.0       | 大洋      | 10.5      | 大洋      | 12.5      | 大洋      | 20.0      | 大洋      | 18.0      | 大洋      | 20.0      | 大洋     | 22.5     |
| 6位  | 阪神      | 6.5       | 阪神      | 13.5      | 阪神      | 17.0      | 阪神      | 29.5      | 阪神      | 31.5      | 阪神      | 34.0      | 阪神     | 37.5     |

| 順位 | 球団               | 勝 | 敗 | 分 | 勝率 | 差   |
| 1位  | 読売ジャイアンツ   | 76 | 43 | 11 | .639 | 優勝 |
| 2位  | 中日ドラゴンズ     | 68 | 51 | 11 | .571 | 8.0  |
| 3位  | 広島東洋カープ     | 65 | 55 | 10 | .542 | 11.5 |
| 4位  | ヤクルトスワローズ | 58 | 64 | 8  | .475 | 19.5 |
| 5位  | 横浜大洋ホエールズ | 56 | 68 | 6  | .452 | 22.5 |
| 6位  | 阪神タイガース     | 41 | 83 | 6  | .331 | 37.5 |

## オールスターゲーム1987
- 監督推薦

斉藤明夫
新浦寿夫
屋鋪要

## 表彰選手
| リーグ・リーダー | リーグ・リーダー | リーグ・リーダー | リーグ・リーダー |
| 選手名           | タイトル         | 成績             | 回数             |
| ---------------- | ---------------- | ---------------- | ---------------- |
| ポンセ           | 打点王           | 98打点           | 初受賞           |
| 屋鋪要           | 盗塁王           | 48個             | 2年連続2度目     |
| その他           |                  |                  |                  |
| 選手名           | タイトル         | タイトル         | タイトル         |
| 新浦壽夫         | カムバック賞     | カムバック賞     | カムバック賞     |

| ベストナイン       | ベストナイン | ベストナイン |
| 選手名             | ポジション   | 回数         |
| ------------------ | ------------ | ------------ |
| ポンセ             | 外野手       | 初受賞       |
| ゴールデングラブ賞 |              |              |
| 選手名             | ポジション   | 回数         |
| 屋鋪要             | 外野手       | 4年連続4度目 |

## ドラフト
| 順位 | 選手名   | ポジション | 所属         | 結果                 |
| ---- | -------- | ---------- | ------------ | -------------------- |
| 1位  | 盛田幸妃 | 投手       | 函館有斗高   | 入団                 |
| 2位  | 岡本透   | 投手       | 川崎製鉄神戸 | 入団                 |
| 3位  | 野村弘   | 投手       | PL学園高     | 入団                 |
| 4位  | 清水義之 | 内野手     | スリーボンド | 入団                 |
| 5位  | 横谷彰将 | 外野手     | 熊谷組       | 入団                 |
| 6位  | 田辺学   | 投手       | 東京ガス     | 翌年シーズン後に入団 |